# Toman
Toman Sasaki (佐々木 とまん Sasaki Toman?,  Prefectura de Miyagi, Japón, 14 de septiembre de 1993), mejor conocido bajo su nombre artístico de Toman (とまん?), es un actor,  cantante y modelo japonés, afiliado a Platinum Production. Desde 2014 hasta 2018, Toman fue el líder del grupo musical XOX.

## Biografía
Toman Sasaki nació el 14 de septiembre de 1993 en la prefectura de Miyagi, Japón. Se interesó en el mundo del entretenimiento a una edad temprana, asimismo, tomó especial interés en la moda debido a la influencia de sus padres. Comenzó a trabajar como modelo mientras aún asistía a la escuela secundaria, luego de ser reclutado por una agencia de modelaje en Sendai. Tras su graduación de la escuela, abandonó la agencia y se trasladó a Sídney, donde estudió durante dos años. 
En 2014, se mudó a Tokio, donde nuevamente comenzó a desempeñarse como modelo. Ese mismo año, Toman se convirtió en miembro y líder del grupo musical XOX. El grupo debutó con su sencillo, XXX, en diciembre de 2015. También fue miembro de la unidad teatral "Banmachi Boys", pero se graduó de la misma en diciembre de 2016. Su graduación de XOX tuvo lugar el 15 de enero de 2018. Más tarde en febrero, fue transferido a la agencia Platinum Production.
En 2019, apareció en la película de drama Jūni-nin no Shinitai Kodomotachi, en la que actuó junto a Mahiro Takasugi, Hana Sugisaki, Mackenyu, Takumi Kitamura y Kanna Hashimoto, entre otros. A lo largo de su carrera, Toman ha modelado para diversas revistas de moda y participado en eventos de modelaje, habiendo ganado popularidad gracias a su imagen ambigua y ropa de género neutral. También ha incursionado como actor, habiendo actuado en varias series de televisión y películas.

## Filmografía

### Televisión
| Año  | Título                | Papel         | Notas |
| ---- | --------------------- | ------------- | ----- |
| 2015 | Harajuku Dragon       |               |       |
| 2017 | Seirei no Moribito    | Kocha         |       |
| 2019 | Meiji Tokyo Renka     | Kyōka Izumi   |       |
| 2019 | Boku to Neko no Diary |               |       |
| 2020 | Garo: Versus Road     | Takane Kōzuki |       |

### Películas
| Año  | Título                           | Papel        | Notas |
| ---- | -------------------------------- | ------------ | ----- |
| 2017 | Cage                             | Tsubasa      |       |
| 2019 | Meiji Tokyo Renka                | Kyōka Izumi  |       |
| 2019 | Jūni-nin no Shinitai Kodomotachi | No. 0/No. 13 |       |
| 2020 | Bye Bye, Vamp!                   | Gorō Tateno  |       |

### Teatro
| Año  | Título                             | Papel          | Notas |
| ---- | ---------------------------------- | -------------- | ----- |
| 2015 | My Door: Netsu                     |                |       |
| 2015 | Home: Majo to Buriki no Yūshatachi | Ryūta Matsuno  |       |
| 2017 | Over the Wave                      | Ryūji Korekuni |       |
| 2018 | Over the Wave: Remix               | Ryūji Korekuni |       |
| 2019 | K: Return of Kings                 | Sukuna Gojō    |       |
| 2019 | Dynamic Chord                      | Bishop         |       |
| 2020 | Mayonaka no Occult Kōmuin          | Seo Himezuka   |       |
| 2020 | Christmas Carol                    | Uriel          |       |